# 미하일 안
미하일 이바노비치 안(러시아어: Михаи́л Ива́нович Ан, 우즈베크어: Mixail Ivanovich An, 1952년 2월 19일~1979년 8월 11일)은 소련의 축구 선수이다. 고려인으로 1978년 소련 축구 국가대표팀에 발탁되면서 재능을 인정받았으나, 1979년 드니프로제르진스크 공중 충돌 사고로 사망하였다.

## 통계

### 국가대표팀
| # | 날짜            | 장소   | 홈 팀 | 최종 결과 | 원정팀 | 대회                | 득점 | 비고 |
| - | --------------- | ------ | ----- | --------- | ------ | ------------------- | ---- | ---- |
| 1 | 1978년 9월 6일  | 테헤란 | 이란  | 0 - 1     | 소련   | 친선 경기           | -    | 73′  |
| 2 | 1978년 9월 20일 | 예레반 | 소련  | 2 - 0     | 그리스 | UEFA 유로 1980 예선 | -    | 71′  |

## 참고 문헌
- 김현회 칼럼 - 유럽을 호령했던 '고려인' 미하일 안의 26년 인생

## 같이 보기
- 드니프로제르진스크 공중 충돌 사고
- 빅토르 초이